# Cianato de potássio
Cianato de potássio ou isocianato de potássio é um composto inorgânico, o sal de potássio do ácido ciânico com a fórmula química KOCN (também: KCNO). É um reagente químico geral e é usado como um herbicida.